# Benzine

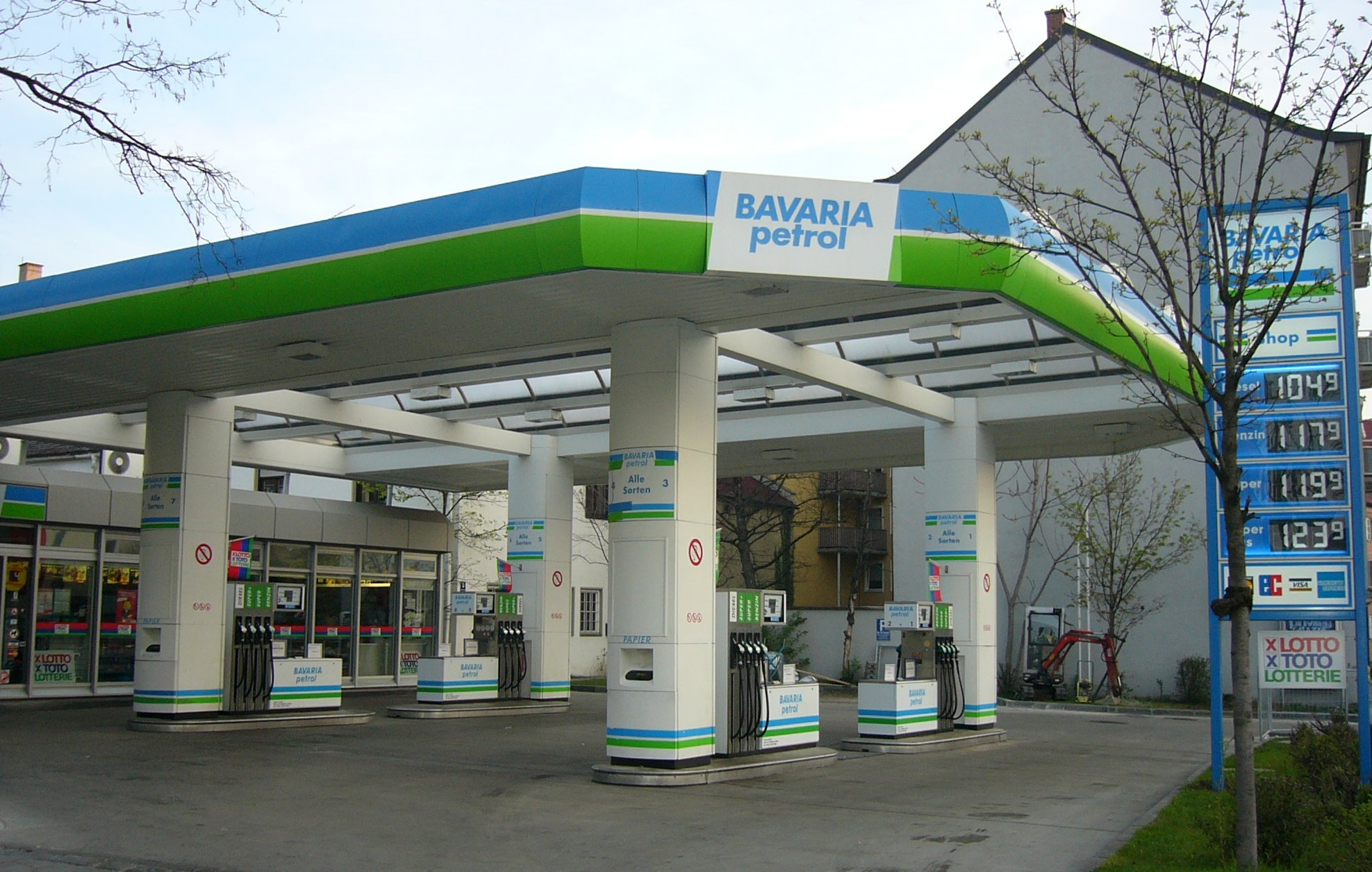
Een tankstation in München

Benzine is een mengsel van koolwaterstoffen dat wordt gebruikt als brandstof voor benzinemotoren en als oplos- en schoonmaakmiddel. Het bestaat uit lichtere destillatiefracties van aardolie met een lage viscositeit en betrekkelijk laag kooktraject. Informeel (vooral in België) wordt benzine ook wel aangeduid als naft, en soms ook met het Engelse woord petrol.

## Etymologie
Het woord benzine heeft niets te maken met de Duitse uitvinder van de automobiel, Carl Benz. Het woord is uiteindelijk op nogal gecompliceerde wijze afkomstig van benzoë, de hars van de benzoëboom. De Engelse scheikundige Michael Faraday (1791–1867) identificeerde in 1825 als eerste de stof benzeen, in gebruikte lichtgasflessen, maar noemde de stof bicarburet of hydrogen. Het was de Duitse scheikundige Eilhard Mitscherlich die de stof bereidde uit benzoëzuur en een sterke base, en de resulterende stof Benzin noemde. Zijn invloedrijke vakgenoot Justus von Liebig hernoemde dit echter naar Benzol omdat hij de uitgang -in te veel vond doen denken aan stoffen als strychnine en kinine, waarmee het niets te maken had. De naam Benzin werd in de Duitse taal vanaf die tijd gebruikt voor een niet exact omschreven mengsel van lichte koolwaterstoffen, uit koolteer of aardolie bereid, terwijl met Benzol (ook wel: reines Benzin) de stof benzeen werd aangeduid.

## Samenstelling en toevoegingen

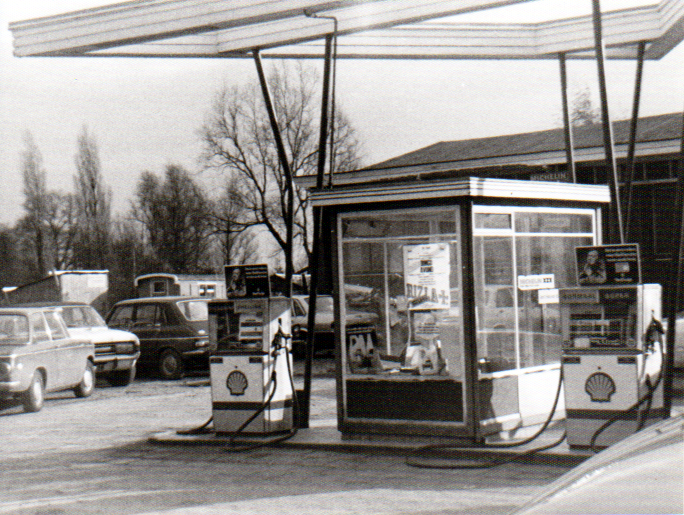
Een tankstation in de jaren zeventig waar kon worden gekozen tussen "Normaal" en "Super"

Benzine is een kleurloze vloeistof die bestaat uit een mengsel van verzadigde en onverzadigde koolwaterstoffen, en wel:
- Lineaire alkanen, typisch met vier tot twaalf koolstofatomen (vandaar ook wel aangeduid als de C4-C12-fractie).
- Vertakte alkanen, waarbij 2,2,4-trimethylpentaan (iso-octaan) de grootste fractie vormt.
- Alkenen.
- Cycloalkanen (naftenen).
- Aromatische verbindingen, waaronder tolueen, xyleen en derivaten ervan (zoals 3-ethyltolueen).

Ondanks wat de naam suggereert, bevat moderne benzine weinig tot geen benzeen. Deze component is verwijderd omdat hij kankerverwekkend is. Ook zwavelverbindingen zijn verwijderd om luchtverontreiniging tegen te gaan.
Aan benzine die als brandstof gebruikt wordt, worden additieven (ook wel dopes genoemd) toegevoegd, onder andere om te voorkomen dat de motor gaat kloppen (ook wel pingelen genoemd). De klopvastheid wordt uitgedrukt in het octaangetal (niet: octaangehalte) van de benzine.
De meeste merken verkopen eveneens zgn. "premium" benzines, waaraan additieven zijn toegevoegd die het vermogen van de motor zouden verhogen of die een reinigende werking zouden hebben.

## Benaming benzine in Europese landen
In de onderstaande tabel staan de benamingen van de benzine per land. Door de invoering van E10 in Nederland vanaf 1 oktober 2019, wordt met Euro 95 de benzine met 5% ethanol bedoeld.
Voor E10 is officieel nog geen benaming. In deze tabel wordt er voor het gemak uitgegaan dat er E10 aan de huidige benamingen wordt toegevoegd.*
| Land                | Octaangetal 95 (E5 en E10)                                             | Octaangetal 98+ (E5)                                                                              |
| ------------------- | ---------------------------------------------------------------------- | ------------------------------------------------------------------------------------------------- |
| België              | E10: Super 95 / Eurosuper 95 / Essence Sans Plomb                      | Superplus / Eurosuper 98 / Essence Super Sans Plomb / Super 98                                    |
| Denemarken          | E5: 95 oktan blyfri (benzin)                                           | Shell V-Power 99                                                                                  |
| Duitsland           | E5: Super E5 / Super 95 / Super bleifrei E10: Super 95 E10 / Super E10 | Super Plus 98                                                                                     |
| Finland             | E5: 95 E5 E10: 95 E10 / SP95 E10                                       | 98 E5                                                                                             |
| Frankrijk           | E5: Sans Plomb 95 / SP95 / Eurosuper E10: Sans Plomb 95-E10 / SP95-E10 | Super Sans Plomb 98 / SP98                                                                        |
| Hongarije           | E5: Szuper Benzin/Olomentes 95/Super 95                                | Szuper Plusz 98 Oktan                                                                             |
| Ierland             | E5: Regular unleaded / Premium unleaded / Petrol                       | Super plus unleaded / Super unleaded                                                              |
| Italië              | E5: Senza Pb / Benzina Senza Piombo / Benzina Verde / SP               | Super / Benzina Super Senza Piombo Plus / Benzina Verde Plus                                      |
| Kroatië             | E5: Eurosuper 95 / Bez Dovni Benzin                                    | Eurosuper 98 / Eurosuper Plus 98 / Eurosuper 100                                                  |
| Luxemburg           | E5: Super 95 / Essence Sans Plomb 95                                   | Super 98 / Super Plus / 98 Oktan / Sans Plomb 98                                                  |
| Nederland           | E5: Euro 95 E10*: Euro 95 E10                                          | E5: Superplus 98 / Super / Super ongelood E10*: Superplus 98 E10 / Super E10 / Super ongelood E10 |
| Noorwegen           | E5: Blyfri 95                                                          | Blyfri 98                                                                                         |
| Oostenrijk          | E5: Super / Bleifrei                                                   | Super Plus                                                                                        |
| Polen               | E5: Benzyna bezołowiowa 95                                             | Benzyna bezołowiowa 98                                                                            |
| Portugal            | E5: Gasolina Sem Chumbo 95                                             | Gasolina Sem Chumbo 98 / Super com aditivo                                                        |
| Roemenië            | E5: Benzina Super 95 / Benzina fara plumb 95                           | Benzina Super Plus 98 / Benzina fara plumb 98                                                     |
| Servië              | E5: Super 95 / Eurosuper 95 / BMB 95 / Bezolovni 95 / Europremium 95   | Super 98 / BMB 98 / Bezolovni 98                                                                  |
| Slovenië            | E5: Eurosuper 95                                                       | Eurosuper 98                                                                                      |
| Slowakije           | E5: Natural 95 / Eurosuper 95                                          | Natural 98 / Eurosuperplus 98                                                                     |
| Spanje              | E5: Gasolina Sin Plomo 95 / Eurosuper plus 95                          | Gasolina Sin Plomo 98 / Super plus 98                                                             |
| Tsjechië            | E5: Natural 95 / Benzin / Super                                        | Natural 98 / Natural 100 / Natural plus 100 / Super plus 100                                      |
| Verenigd Koninkrijk | E5: Premium unleaded 95                                                | Super unleaded 98                                                                                 |
| Zweden              | E5: Blyfri 95 / Bensin 95                                              | Blyfri 98 / Bensin 98                                                                             |
| Zwitserland         | E5: Super 95 / Bleifrei 95                                             | Super plus 98                                                                                     |

### Gebruik stickers octaangetal en biodieselgehaltes
Binnen de Europese Unie worden sinds 12 oktober 2018 ethanol- en biodieselgehaltes aangegeven met kleine witte stickers die in de gehele Europese Unie gelijk aan elkaar zijn en die geplaatst zijn op de pompen en tankdoppen. De benamingen blijven in alle landen in de vorm van voor 2018 bestaan.
Voor benzine worden ronde stickers met de aanduidingen E5 en E10 gebruikt. De E staat hierbij voor ethanol en het cijfer geeft het gehalte van ethanol aan. E5 bevat maximaal 5% ethanol. Voor diesel worden er vierkante stickers gebruikt met de aanduiding B7. Dit geeft aan dat er 7% biodiesel in verwerkt is. Gas blijft zoals het is, echter worden er witte stickers gebruikt met de benamingen, zodat dat in alle landen gelijk wordt getrokken.

## Loodvrije benzine

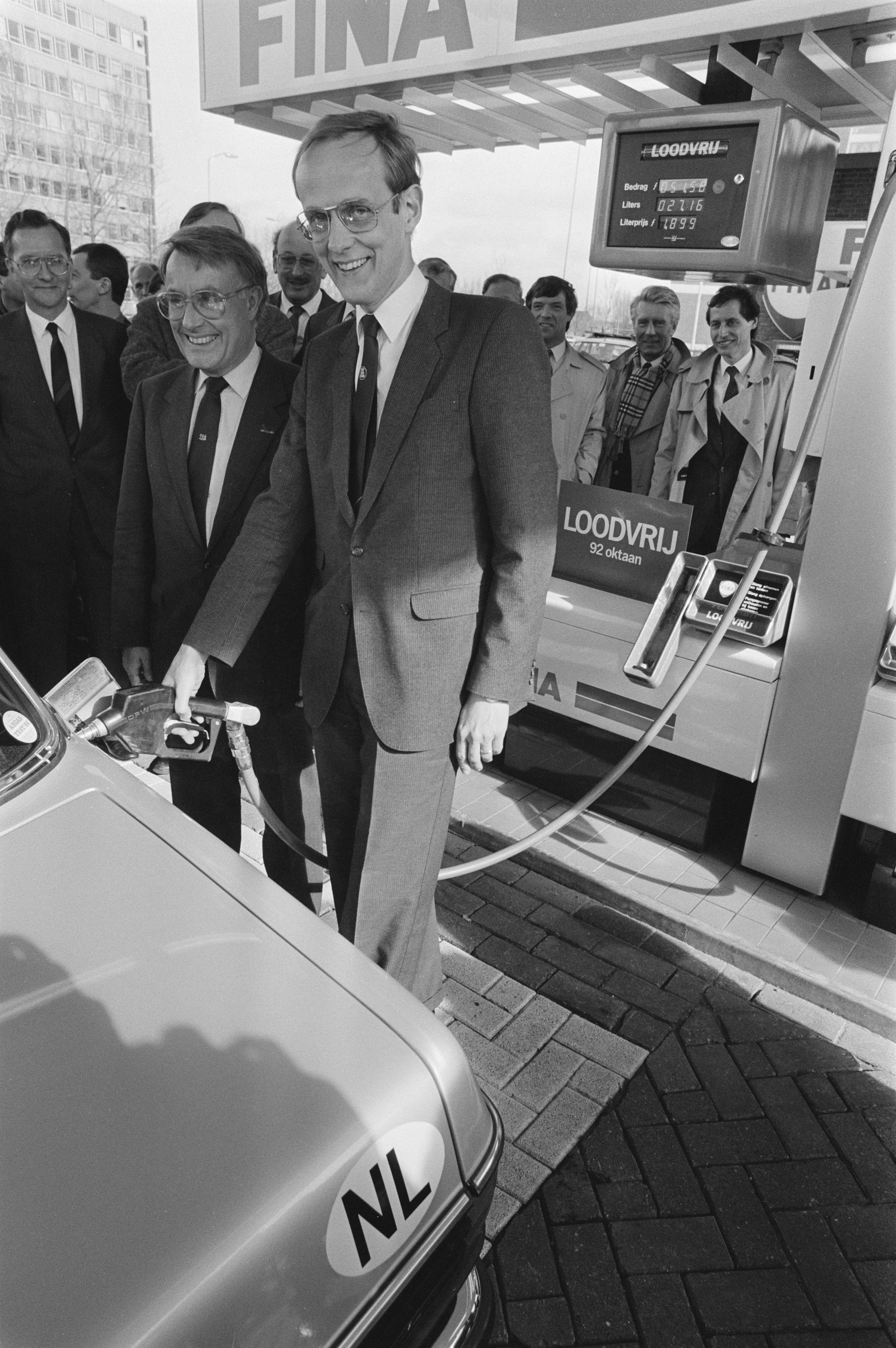
De Nederlandse minister Winsemius opent op 15 april 1985 symbolisch 30 pompen voor loodvrije benzine

De toevoeging tetra-ethyllood, die sinds de jaren 1920 werd gebruikt als antiklopmiddel, is vervangen door het minder milieu-onvriendelijke methyl-tert-butylether. Daarnaast is het lood dat vrijkomt in de straten vanuit de benzine met tetra-ethylllood als antiklopmiddel giftig op de lange termijn voor met name kinderen. Lood als metaal vertraagt en verlaagt de intelligentie alsook het geheugen en concentratie van kinderen. De benzine is hiermee loodvrij geworden. In Europa wordt sinds midden jaren negentig van de 20ste eeuw vrijwel uitsluitend loodvrije benzine (Euro 95 en Super ongelood 98) verkocht. Sinds 30 augustus 2021 is gelode benzine wereldwijd nergens meer verkrijgbaar. Benzines met loodvervanger is slechts beperkt verkrijgbaar, het apart toevoegen van loodvervanger aan de benzine is een optie. Auto's met een katalysator kunnen uitsluitend op loodvrije benzine rijden, omdat lood de katalysator beschadigt.

## Energetische waarde
Bij de verbranding van 1 liter benzine komt circa 35 megajoule (MJ) (= 9,7 kWh) energie vrij.

## CO2-uitstoot
Bij de verbranding van 1 liter benzine komt ca. 2,4 kg CO2 vrij.
Dit is echter maar een gedeelte van de totale hoeveelheid CO2 die benzine als product veroorzaakt. Volgens de zgn. well-to-wheel-methodiek wordt alle CO2 die ontstaat bij het opsporen, produceren, raffineren, transporteren en opslaan van benzine, toegerekend aan de CO2-uitstoot van benzine. Dat kan wel zo'n 30% bedragen en daarmee komt de uitstoot op 3,1 kg CO2 per liter benzine. Biobrandstoffen worden op een vergelijkbare wijze beoordeeld.